# Polarização de gênero

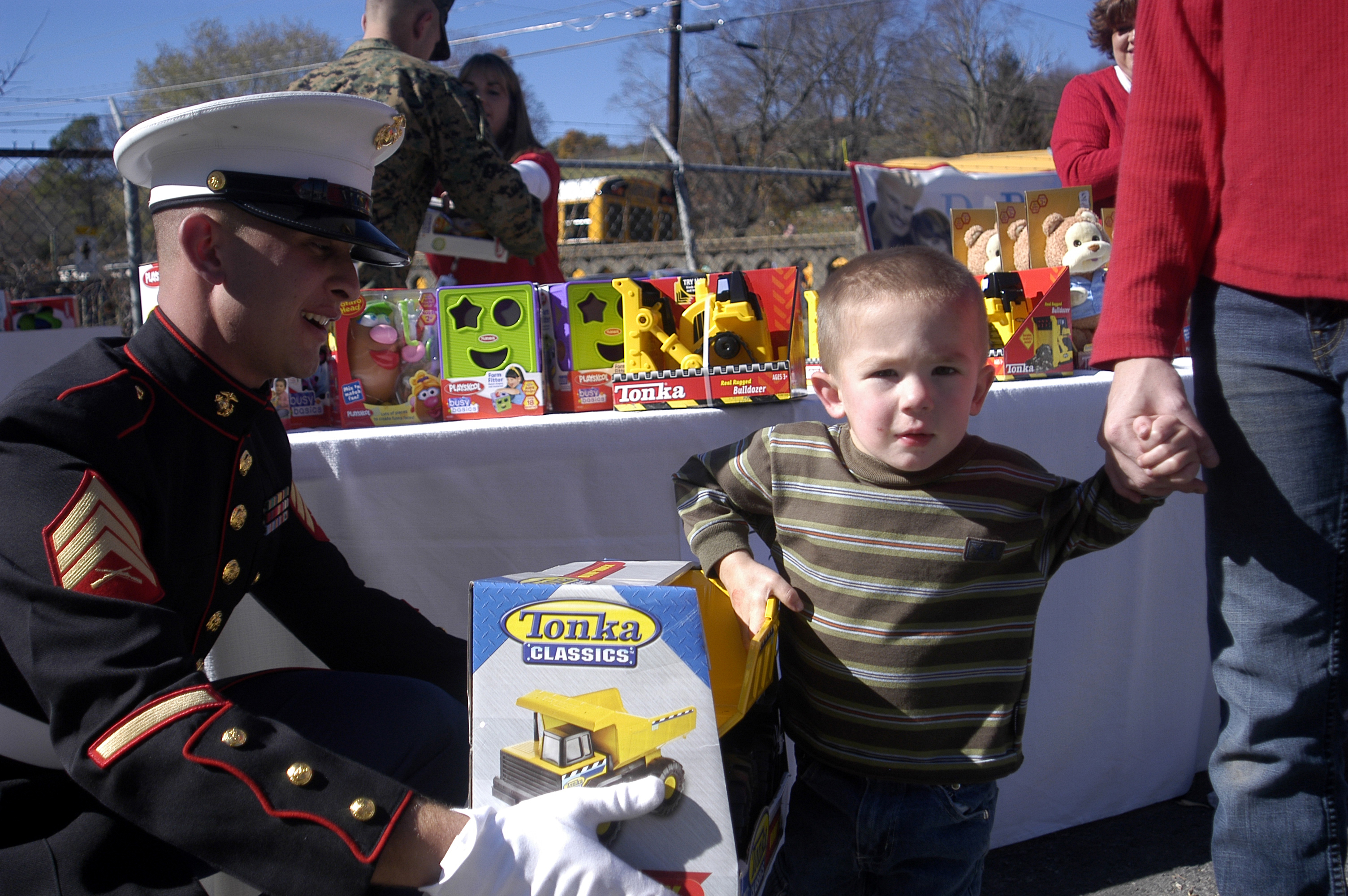
Os meninos são incentivados a brincar com caminhões de brinquedo

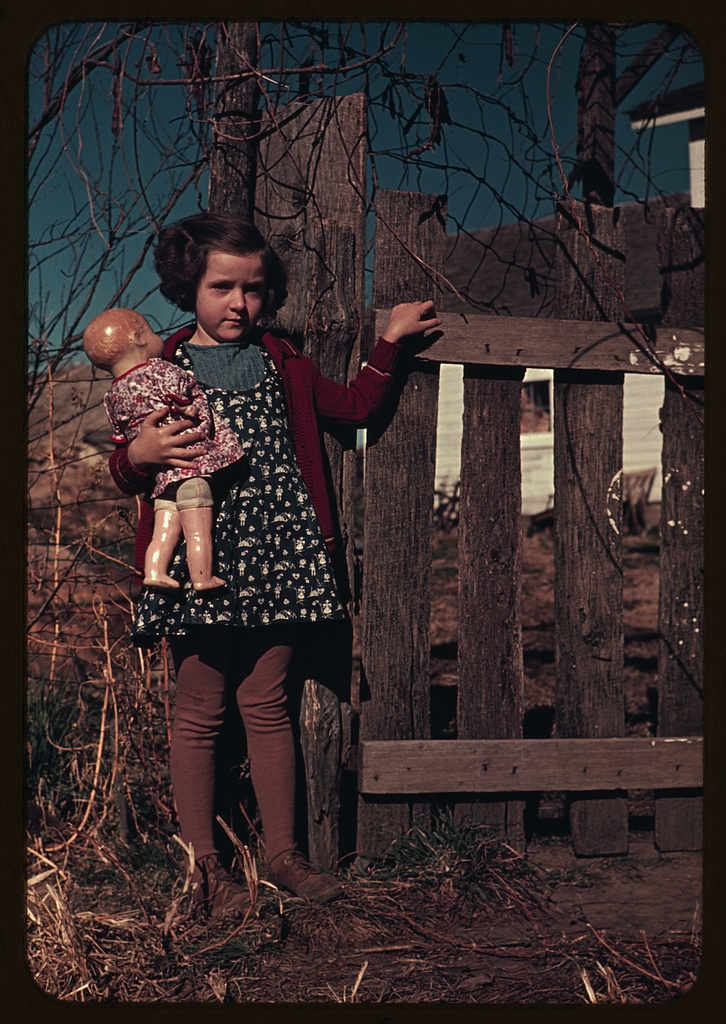
...e meninas com bonecas.

Polarização de gênero é um conceito em sociologia da psicóloga americana Sandra Bem, que afirma que as sociedades tendem a definir feminilidade e masculinidade como gêneros polares opostos, de modo que comportamentos e atitudes aceitáveis pelos homens não são vistos como apropriados para as mulheres e vice-versa.  A teoria é uma extensão da distinção entre sexo e gênero na sociologia, na qual o sexo se refere às diferenças biológicas entre homens e mulheres, enquanto o gênero se refere às diferenças culturais entre eles, de modo que o gênero descreve os "papéis, comportamentos, atividades socialmente construídos, e atributos que determinada sociedade considera apropriados para homens e mulheres".  Segundo Bem, a polarização de gênero começa quando as diferenças naturais de sexo são exageradas na cultura; por exemplo, as mulheres têm menos cabelo que os homens, e os homens têm mais músculos que as mulheres, mas essas diferenças físicas são exageradas culturalmente quando as mulheres removem os pêlos dos rostos, pernas e axilas, e quando os homens se envolvem em exercícios de musculação para enfatizar sua massa muscular. Ela explicou que a polarização de gênero vai mais longe, quando as culturas constroem "diferenças do zero para tornar os sexos ainda mais diferentes um do outro do que seriam", talvez ditando estilos de cabelo específicos para homens e mulheres, que são visivelmente distintos ou separados estilos de roupas para homens e mulheres.  Quando os gêneros se polarizam, de acordo com a teoria, não há sobreposição, comportamentos ou atitudes compartilhadas entre homens e mulheres; pelo contrário, eles são claramente opostos.  Ela argumentou que essas distinções se tornam tão "abrangentes" que "permeiam praticamente todos os aspectos da existência humana", não apenas penteados e roupas, mas como homens e mulheres expressam emoções e experimentam desejo sexual.  Ela argumentou que as diferenças entre homens e mulheres são "superpostas a tantos aspectos do mundo social que, assim, é estabelecida uma conexão cultural entre o sexo e praticamente todos os outros aspectos da experiência humana". 
Bem viu a polarização de gênero como um princípio organizador sobre o qual muitas das instituições básicas de uma sociedade são construídas. Por exemplo, regras baseadas na polarização de gênero foram codificadas em lei.  Na sociedade ocidental, em um passado relativamente recente, essas regras impediam as mulheres de votar, ocupar cargos políticos, frequentar a escola, possuir propriedades, servir nas forças armadas, ingressar em determinadas profissões ou praticar esportes específicos. Por exemplo, as primeiras Olimpíadas modernas foram um evento esportivo apenas para homens do qual as mulheres foram excluídas, e isso foi identificado como um excelente exemplo de polarização de gênero.  Além disso, o termo foi aplicado à crítica literária.
De acordo com Scott Coltrane e Michele Adams, a polarização de gênero começa cedo na infância, quando as meninas são incentivadas a preferir rosa ao azul, e quando os meninos são incentivados a preferir caminhões de brinquedo a bonecas, e a distinção homem-mulher é comunicada às crianças de inúmeras maneiras.  As crianças aprendem observando os outros e sob tutela direta o que "podem e não podem fazer em termos de comportamento de gênero", de acordo com Elizabeth Lindsey e Walter Zakahi.  Bem argumentou que a polarização de gênero define scripts mutuamente exclusivos para ser homem e mulher.  Os scripts podem ter uma poderosa influência sobre como uma pessoa se desenvolve; por exemplo, se uma pessoa é homem, provavelmente crescerá para desenvolver maneiras específicas de olhar o mundo, com certos comportamentos vistos como 'masculinos', e aprender a se vestir, andar, conversar e até mesmo pensar socialmente. maneira aprovada para os homens. Além disso, qualquer desvio desses scripts foi visto como problemático, possivelmente definido como "atos imorais" que desrespeitam os costumes religiosos, ou vistos como "psicologicamente patológicos".  Bem argumentou que, devido à polarização passada, as mulheres eram frequentemente restritas a papéis orientados para a família na esfera privada, enquanto os homens eram vistos como representantes profissionais na esfera pública .  As culturas variam substancialmente pelo que é considerado apropriado para os papéis masculino e feminino e pela maneira como as emoções são expressas.